# Boaventura Silva Cardoso
Boaventura Silva Cardoso (Luanda, 26 de julho de 1944) é um sociólogo, diplomata, escritor e político angolano.
Foi Ministro da Cultura de Angola em duas ocasiões: de 1981 a 1990 (no período, secretário com status de ministro) e de 2002 a 2008. Foi também Ministro da Informação de 1990 a 1991, governador de Malanje de 2008 a 2012 e primeiro presidente da Academia Angolana de Letras, de 2016 a 2020.

## Biografia
Boaventura Silva Cardoso nasceu em Luanda a 26 de julho de 1944. Viveu parte da sua infância em Malanje, mudando-se para Luanda para fazer os seus estudos primários e secundários. Iniciou sua formação em ciências sociais na Escola de Quadros do Movimento Popular de Libertação de Angola (MPLA), concluindo sua licenciatura em Ciências Sociais pela Pontifícia Universidade Santo Tomás de Aquino.
No período colonial, foi funcionário dos Serviços de Fazenda e Contabilidade. Após a Independência de Angola, ocupou diversas posições, como director do Instituto Nacional do Livro e do Disco (INALD) de 1977 a 1981, Secretário de Estado da Cultura (com status de ministro) de 1981 a 1990 e Ministro da Informação de 1990 a 1991.
Em seguida, foi designado para a carreira diplomática como embaixador de Angola em França, Itália e Malta, representante de Angola junto a Organização das Nações Unidas (especificamente para as agências/programas FAO, PAM e FIDA) e, durante oito anos (2002 a 2010), novamente como Ministro da Cultura.
Entre 2010 e 2012 Boaventura Cardoso exerceu a função de governador da província de Malange.

## Literatura
Em 1967 começou a escrever publicando vários contos e poemas em jornais e revistas de Luanda. Foi membro da Comissão de Redacção da revista Angola da Liga Nacional Africana e é membro fundador da União dos Escritores Angolanos.
Integra a "geração de 70" angolana, ao lado de muitos outros escritores seus contemporâneos, a saber: Manuel Rui, Jofre Rocha, Ruy Duarte de Carvalho e Jorge Macedo. Como a obra de outros autores desta geração, os seus textos são caracterizados por um forte pendor panegírico dos valores e ideais revolucionários, onde a certeza da independência e da liberdade são celebrados através de uma escrita esteticamente elaborada e fruto de uma reflexão sobre o fenómeno literário, constituindo-se, então, como um processo metaliterário em que os autores também refletem sobre a realidade sócio-política do seu país.
No âmbito da sua obra narrativa, os registos dos discursos que enformam as suas narrativas, profundamente marcados pela oralidade, são trabalhados pelo autor, com sabedoria e substância, de forma a estabelecerem uma estreita relação entre a realidade física e social que envolve as personagens e a sua realidade linguística e fónica.
Conhecedor do "Ser Língua Portuguesa", como afirma o escritor, seu conterrâneo, Luandino Vieira, no prefácio à sua obra Maio, Mês de Maria, Boaventura Cardoso utiliza a chamada diglossia imprópria como um importante instrumento de problematização da língua literária, através do qual explora as virtualidades do sistema linguístico. Os seus dois últimos romances, situando-se em contextos temporais diferentes, mantêm entre si um profundo elo de ligação cujo nó se aperta através da forma de estruturação das histórias.

## Obras publicadas
- Dizanga Dia Muenhu (1977)
- O Fogo da Fala (1980)
- A Morte do Velho Kipacaça (1987)
- O Signo do Fogo (1992)
- Maio Mês de Maria (1997)
- Mãe Materno Mar (2001)
- Noites de Vigília (2012)[2]
- Margens e Travessias (2021)

## Homenagens
Em 2001, recebeu o Prémio Nacional de Cultura e Artes, pelo seu romance Mãe materno mar.
E, 2006 recebeu a medalha de mérito cultural, pelo governo brasileiro.

Foi homenageado no dia 31 de Janeiro de 2009, na Academia de Letras do Estado de Tocantins, República Federativa do Brasil, por ocasião do lançamento das suas recentes obras literárias. Apresentou, na ocasião, uma dissertação sobre a literatura angolana e o seu processo de escrita literária.